# Albumy numer jeden w roku 2018 (Polska)
Artykuł prezentuje najlepiej sprzedające się wydawnictwa muzyczne w poszczególnych tygodniach w Polsce w roku 2018 publikowane w ramach zestawienia OLiS.
Notowania tworzone są przez TNS Polska na podstawie danych dotyczących sprzedaży detalicznej albumów muzycznych wydanych jedynie na nośnikach fizycznych. Przy tworzeniu list, sprzedaż wydawnictw muzycznych w formach cyfrowych (download, streaming) jest pomijana.

## Zestawienia tygodniowe
| Data            | Okres sprzedaży                        | Album                                               | Wykonawca                        | Źródło |
| --------------- | -------------------------------------- | --------------------------------------------------- | -------------------------------- | ------ |
| 4 stycznia      | 15 grudnia – 28 grudnia 2017           | Christmas                                           | Michael Bublé                    | [ 2 ]  |
| 11 stycznia     | 29 grudnia 2017 – 4 stycznia 2018      | Bravo Hits: Zima 2018                               | Różni wykonawcy                  | [ 3 ]  |
| 18 stycznia     | 5 stycznia – 11 stycznia 2018          | Bravo Hits: Zima 2018                               | Różni wykonawcy                  | [ 4 ]  |
| 25 stycznia     | 12 stycznia – 18 stycznia 2018         | Smooth Jazz Cafe 17                                 | Różni wykonawcy                  | [ 5 ]  |
| 1 lutego        | 19 stycznia – 25 stycznia 2018         | Smooth Jazz Cafe 17                                 | Różni wykonawcy                  | [ 6 ]  |
| 8 lutego        | 26 stycznia – 1 lutego 2018            | Postanawia umrzeć                                   | Bonson                           | [ 7 ]  |
| 15 lutego       | 2 lutego – 8 lutego 2018               | Empik prezentuje: Best Love Songs                   | Różni wykonawcy                  | [ 8 ]  |
| 22 lutego       | 9 lutego – 15 lutego 2018              | The Greatest Hits                                   | Sławomir                         | [ 9 ]  |
| 1 marca         | 16 lutego – 22 lutego 2018             | Wiedza o społeczeństwie                             | Lao Che                          | [ 10 ] |
| 8 marca         | 23 lutego – 1 marca 2018               | W drodze po szczęście                               | O.S.T.R.                         | [ 11 ] |
| 15 marca        | 2 marca – 8 marca 2018                 | W drodze po szczęście                               | O.S.T.R.                         | [ 12 ] |
| 22 marca        | 9 marca – 15 marca 2018                | W drodze po szczęście                               | O.S.T.R.                         | [ 13 ] |
| 29 marca        | 16 marca – 22 marca 2018               | Ground Zero Mixtape                                 | PRO8L3M                          | [ 14 ] |
| 5 kwietnia      | 23 marca – 29 marca 2018               | To tu                                               | KęKę                             | [ 15 ] |
| 12 kwietnia     | 30 marca – 5 kwietnia 2018             | To tu                                               | KęKę                             | [ 16 ] |
| 19 kwietnia     | 6 kwietnia – 12 kwietnia 2018          | To tu                                               | KęKę                             | [ 17 ] |
| 26 kwietnia     | 13 kwietnia – 19 kwietnia 2018         | Soma 0,5 mg                                         | Taconafide                       | [ 18 ] |
| 10 maja         | 20 kwietnia – 3 maja 2018              | V8T                                                 | Kali i Flvwlxss                  | [ 19 ] |
| 17 maja         | 4 maja – 10 maja 2018                  | Soma 0,5 mg                                         | Taconafide                       | [ 20 ] |
| 24 maja         | 11 maja – 17 maja 2018                 | Mołotow                                             | Borixon                          | [ 21 ] |
| 31 maja         | 18 maja – 24 maja 2018                 | Proverbium                                          | Małach                           | [ 22 ] |
| 7 czerwca       | 25 maja – 31 maja 2018                 | Dobrze, że jesteś                                   | Zbigniew Wodecki                 | [ 23 ] |
| 14 czerwca      | 1 czerwca – 7 czerwca 2018             | Evolve                                              | Imagine Dragons                  | [ 24 ] |
| 21 czerwca      | 8 czerwca – 14 czerwca 2018            | Evil_Things                                         | Guzior                           | [ 25 ] |
| 28 czerwca      | 15 czerwca – 21 czerwca 2018           | Mej duszy dziecko                                   | Hinol Polska Wersja              | [ 26 ] |
| 5 lipca         | 22 czerwca – 28 czerwca 2018           | 1976: A Space Odyssey                               | Zbigniew Wodecki i Mitch & Mitch | [ 27 ] |
| 12 lipca        | 29 czerwca – 5 lipca 2018              | BOA                                                 | ReTo                             | [ 28 ] |
| 19 lipca        | 6 lipca – 12 lipca 2018                | Blue & Lonesome                                     | The Rolling Stones               | [ 29 ] |
| 26 lipca        | 13 lipca – 19 lipca 2018               | Café Belga                                          | Taco Hemingway                   | [ 30 ] |
| 2 sierpnia      | 20 lipca – 26 lipca 2018               | Café Belga                                          | Taco Hemingway                   | [ 31 ] |
| 9 sierpnia      | 27 lipca – 2 sierpnia 2018             | I Will Always Love You: The Best of Whitney Houston | Whitney Houston                  | [ 32 ] |
| 16 sierpnia     | 3 sierpnia – 9 sierpnia 2018           | I Will Always Love You: The Best of Whitney Houston | Whitney Houston                  | [ 33 ] |
| 23 sierpnia     | 10 sierpnia – 16 sierpnia 2018         | I Will Always Love You: The Best of Whitney Houston | Whitney Houston                  | [ 34 ] |
| 30 sierpnia     | 17 sierpnia – 23 sierpnia 2018         | Sweetener                                           | Ariana Grande                    | [ 35 ] |
| 6 września      | 24 sierpnia – 30 sierpnia 2018         | You Want It Darker                                  | Leonard Cohen                    | [ 36 ] |
| 13 września     | 31 sierpnia – 6 września 2018          | Wszystko co złe                                     | Sarius                           | [ 37 ] |
| 20 września     | 7 września – 13 września 2018          | Dreamer                                             | Michał Szpak                     | [ 38 ] |
| 27 września     | 14 września – 20 września 2018         | Maleńczuk gra Młynarskiego                          | Maciej Maleńczuk                 | [ 39 ] |
| 4 października  | 21 września – 27 września 2018         | Mini dom                                            | Kortez                           | [ 40 ] |
| 11 października | 28 września – 4 października 2018      | Wasteland                                           | Riverside                        | [ 41 ] |
| 18 października | 5 października – 11 października 2018  | Mutylator                                           | Słoń                             | [ 42 ] |
| 25 października | 12 października – 18 października 2018 | Basta                                               | Katarzyna Nosowska               | [ 43 ] |
| 1 listopada     | 19 października – 25 października 2018 | Małomiasteczkowy                                    | Dawid Podsiadło                  | [ 44 ] |
| 8 listopada     | 26 października – 1 listopada 2018     | Małomiasteczkowy                                    | Dawid Podsiadło                  | [ 45 ] |
| 15 listopada    | 2 listopada – 8 listopada 2018         | Małomiasteczkowy                                    | Dawid Podsiadło                  | [ 46 ] |
| 22 listopada    | 9 listopada – 15 listopada 2018        | Małomiasteczkowy                                    | Dawid Podsiadło                  | [ 47 ] |
| 29 listopada    | 16 listopada – 22 listopada 2018       | 1984                                                | Paweł Domagała                   | [ 48 ] |
| 6 grudnia       | 23 listopada – 29 listopada 2018       | Trapstar                                            | Young Multi                      | [ 49 ] |
| 13 grudnia      | 30 listopada – 6 grudnia 2018          | Kwiat polskiej młodzieży                            | Bedoes i Kubi Producent          | [ 50 ] |
| 20 grudnia      | 7 grudnia – 13 grudnia 2018            | Czerwony dywan                                      | Paluch                           | [ 51 ] |

## Zestawienia miesięczne
| Rok  | Miesiąc     | Album                                               | Wykonawca           | Źródło |
| ---- | ----------- | --------------------------------------------------- | ------------------- | ------ |
| 2018 | Styczeń     | Smooth Jazz Cafe 17                                 | Różni wykonawcy     | [ 52 ] |
| 2018 | Luty        | W drodze po szczęście                               | O.S.T.R.            | [ 53 ] |
| 2018 | Marzec      | To tu                                               | KęKę                | [ 54 ] |
| 2018 | Kwiecień    | Soma 0,5 mg                                         | Taconafide          | [ 55 ] |
| 2018 | Maj         | Soma 0,5 mg                                         | Taconafide          | [ 56 ] |
| 2018 | Czerwiec    | Mej duszy dziecko                                   | Hinol Polska Wersja | [ 57 ] |
| 2018 | Lipiec      | Café Belga                                          | Taco Hemingway      | [ 58 ] |
| 2018 | Sierpień    | I Will Always Love You: The Best of Whitney Houston | Whitney Houston     | [ 59 ] |
| 2018 | Wrzesień    | Wszystko co złe                                     | Sarius              | [ 60 ] |
| 2018 | Październik | Małomiasteczkowy                                    | Dawid Podsiadło     | [ 61 ] |
| 2018 | Listopad    | Małomiasteczkowy                                    | Dawid Podsiadło     | [ 62 ] |
| 2018 | Grudzień    | Czerwony dywan                                      | Paluch              | [ 63 ] |